# Neumonía intersticial aguda
La neumonía intersticial aguda, también llamada síndrome de  Hamman-Rich, es una enfermedad pulmonar poco frecuente de causa desconocida que se incluye dentro del grupo de las enfermedades pulmonares intersticiales. Aunque se llama neumonía, no tiene relación con las neumonías de origen infeccioso provocadas por bacterias o virus, mucho más frecuentes.  Se inicia de forma brusca, generalmente en paciente de más de 40 años previamente sanos y cursa con tos, fiebre y sensación de falta de aire (disnea).

## Epidemiología
Afecta con igual frecuencia a mujeres y hombres. La mayor parte de los afectados son de más de 40 años, la edad media es entre 50 y 55 años. No se asocia a otras enfermedades pulmonares conocidas ni al consumo de tabaco.

## Clínica
Se inicia por un periodo prodrómico de varios días con síntomas inespecíficos, posteriormente aparece tos, fiebre y disnea. Finalmente se produce insuficiencia respiratoria, los niveles de oxígeno en sangre disminuyen (hipoxemia), el paciente corre peligro de muerte y puede necesitar ventilación mecánica para mantener las funciones vitales. 

## Diagnóstico
El diagnóstico se sospecha por los síntomas y los estudios de imagen. En la radiografía de tórax aparecen opacidades difusas e irregulares en los dos pulmones que se conocen como en vidrio esmerilado. El diagnóstico de certeza precisa la realización de una biopsia pulmonar y un estudio histológico de la muestra. 
El diagnóstico diferencial abarca distintos procesos que pueden dar manifestaciones similares, entre ellos reagudizaciones de fibrosis pulmonar, neumonía eosinofílica, neumonía organizativa criptogenética, neumonía por Pneumocystis jirovecii, neumonitis por fármacos, neumonitis por hipersensibilidad e infección pulmonar por legionella.

## Tratamiento
Los tratamientos más utilizados con corticoides a dosis elevadas y fármacos inmunosupresores como la ciclofosfamida. En algunos casos se ha realizado trasplante de pulmón. 

## Historia

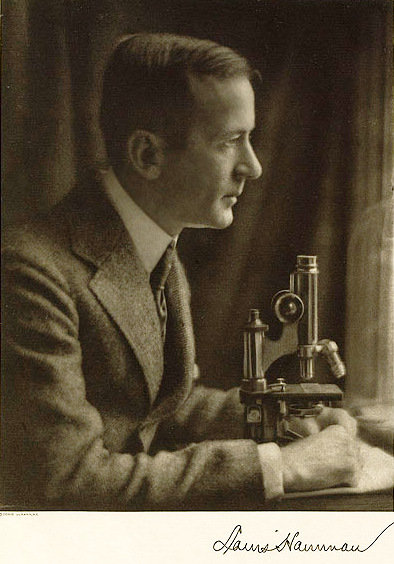
Fotografía de Louis Hamman.

La primera descripción fue realizada en el año 1935 por Louis Hamman y Arnold Rich, por lo que se le dio el nombre inicialmente de síndrome de Hamman-Rich.